# Denyse Clairouin
Denyse Henriette Léonie Clairouin, née le 27 août 1900 à Paris 6e et morte le 12 mars 1945 à Mauthausen (Autriche), est une traductrice française et une résistante pendant la Seconde Guerre mondiale.

## Biographie
Pendant la Seconde Guerre mondiale, elle fait partie de la Résistance (groupe Armée Secrète). Arrêtée en 1943, elle est déportée à Ravensbrück puis à Mauthausen, et meurt en mars 1945.
Elle écrit des poèmes en déportation, notamment L'Appel qui évoque les camps de concentration.
En 1945 est créé le Prix Denyse Clairouin en sa mémoire. Le prix récompense des auteurs de traductions publiées dans l'année.

## Distinctions
Denyse Clairouin est récipiendaire, à titre posthume, des décorations suivantes :
- Chevalier de la Légion d'honneur[Quand ?]
- Croix de guerre 1939–1945
- Médaille de la Résistance française (décret du 25 avril 1946)

## Traductions
- Graham Greene, L'Homme et lui-même
- Graham Greene, Orient-express
- Henry James, L’Autel des morts
- DuBose Heyward, Porgy
- David Herbert Lawrence, Le Serpent à plumes
- Joan Lowell, Le Berceau sur l'abîme
- Helen Ashton, Le Docteur Serocold ou la Journée d'un médecin
- Carl Wilhelmson, La Nuit de la Saint-Jean
- Catherine Carswell, D. H. Lawrence, le pèlerin solitaire
- Keith Winter, Avant la vie